# (6507) 1982 QD
(6507) 1982 QD là một tiểu hành tinh vành đai chính. Nó được phát hiện bởi Zdeňka Vávrová ở Đài thiên văn Kleť gần České Budějovice, Cộng hòa Séc, ngày 18 tháng 8 năm 1982.